# زاوية سيدي عبد الجليل (زاوية سيدي عبد الجليل)
زاوية سيدي عبد الجليل هو دُوَّار يقع بجماعة مطماطة، إقليم تازة، جهة فاس مكناس في المملكة المغربية. ينتمي الدوّار لمشيخة زاوية سيدي عبد الجليل التي تضم 6 دواوير. يقدر عدد سكانه بـ 1025 نسمة حسب الإحصاء الرسمي للسكان والسكنى لسنة 2004.

## روابط خارجية
- البوابة الوطنية للجماعات الترابية نسخة محفوظة 12 مارس 2018 على موقع واي باك مشين.
- المندوبية السامية للتخطيط